# لباس تشریفات دربار پهلوی
لباس تشریفات رسمی دربار پهلوی، مجموعه‌ای از البسهٔ فاخر در دربار پهلوی بود که شامل یونی‌فرم‌های نظامی و لباس‌های رسمی مخصوص مراسم تشریفات بود.
کت شلوار فراک با تزیینات گُلابِتون و سرمه‌دوزی که توسط وزراء ، معاونین وزراء، روسای تشریفات دربار، آجودان‌ها، روسای ادارات و شهرداری‌ها و نمایندگان سیاسی و کنسول‌های ایران در کشورهای خارجی استفاده می‌شد، هرچند طرح و رنگ لباس‌ها بر اساس مقام و درجهٔ هر شخص متفاوت بود. این لباس‌ها در اعیاد ملی و میهمانی‌های رسمی مانند آیین سلام و دیدارهای رسمی که در آن از قبل نوع پوشش برای شرکت‌کنندگان معین می‌گردید، پوشیده می‌شد.
لباس تمام رسمی مقامات دربار شامل کت وشلوار فراک ماهوت مشکی با تزیینات گلابتون و سرمه‌دوزی در قسمت یقه، جلوی سینه، دور کمر کت، پشت و حاشیه کت و سر آستین‌های آن بود. این لباس توسط مزون لانوین طراحی و دوخته می‌شد.
در حال حاضر لباس تشریفات رسمی دربار پهلوی در طبقه دوم موزه تاریخ معاصر در مجموعه سعدآباد در معرض نمایش می‌باشد.

## نگارخانه

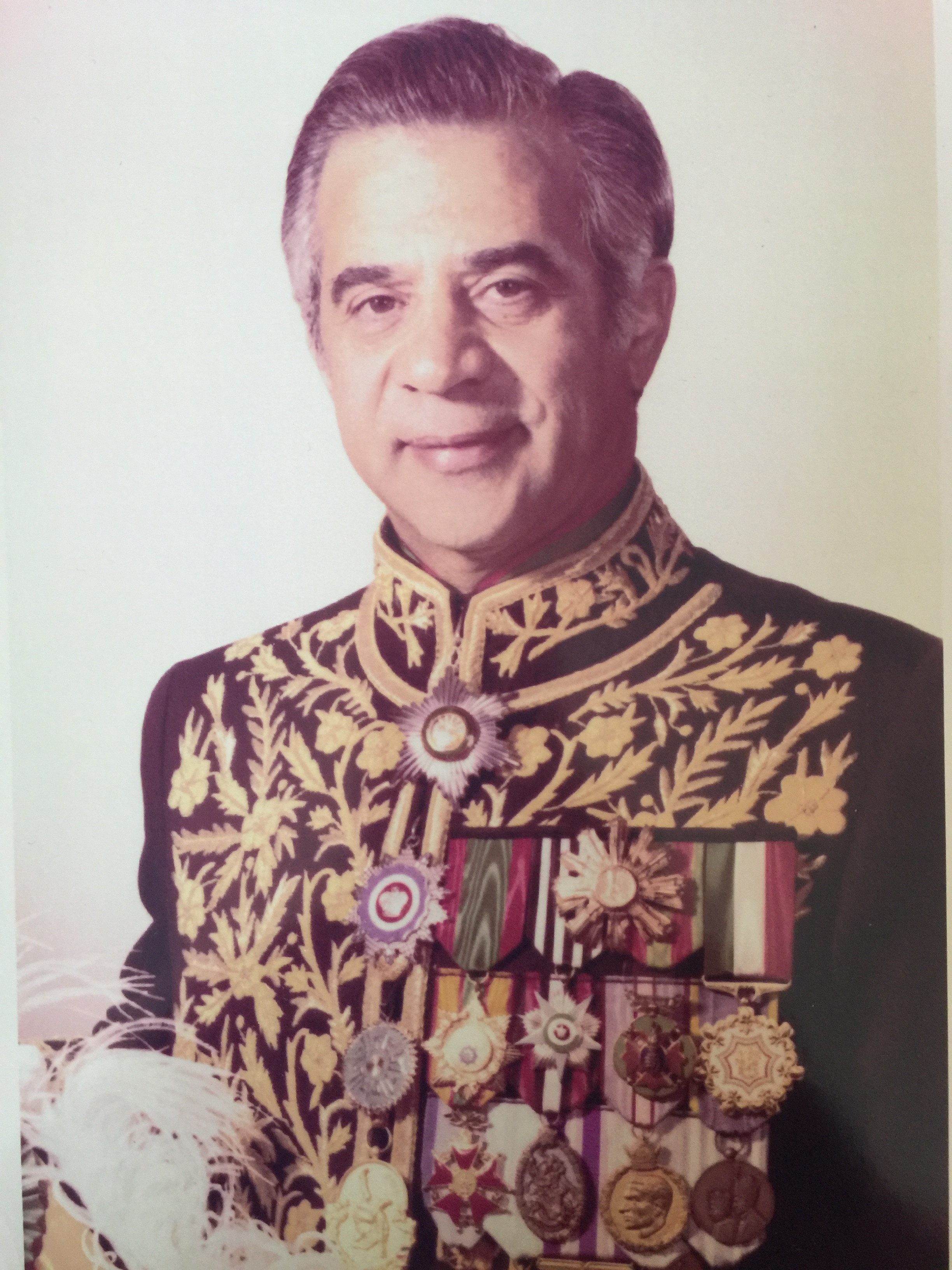
سید جواد شهرستانی، وزیر راه و ترابری و شهردار تهران
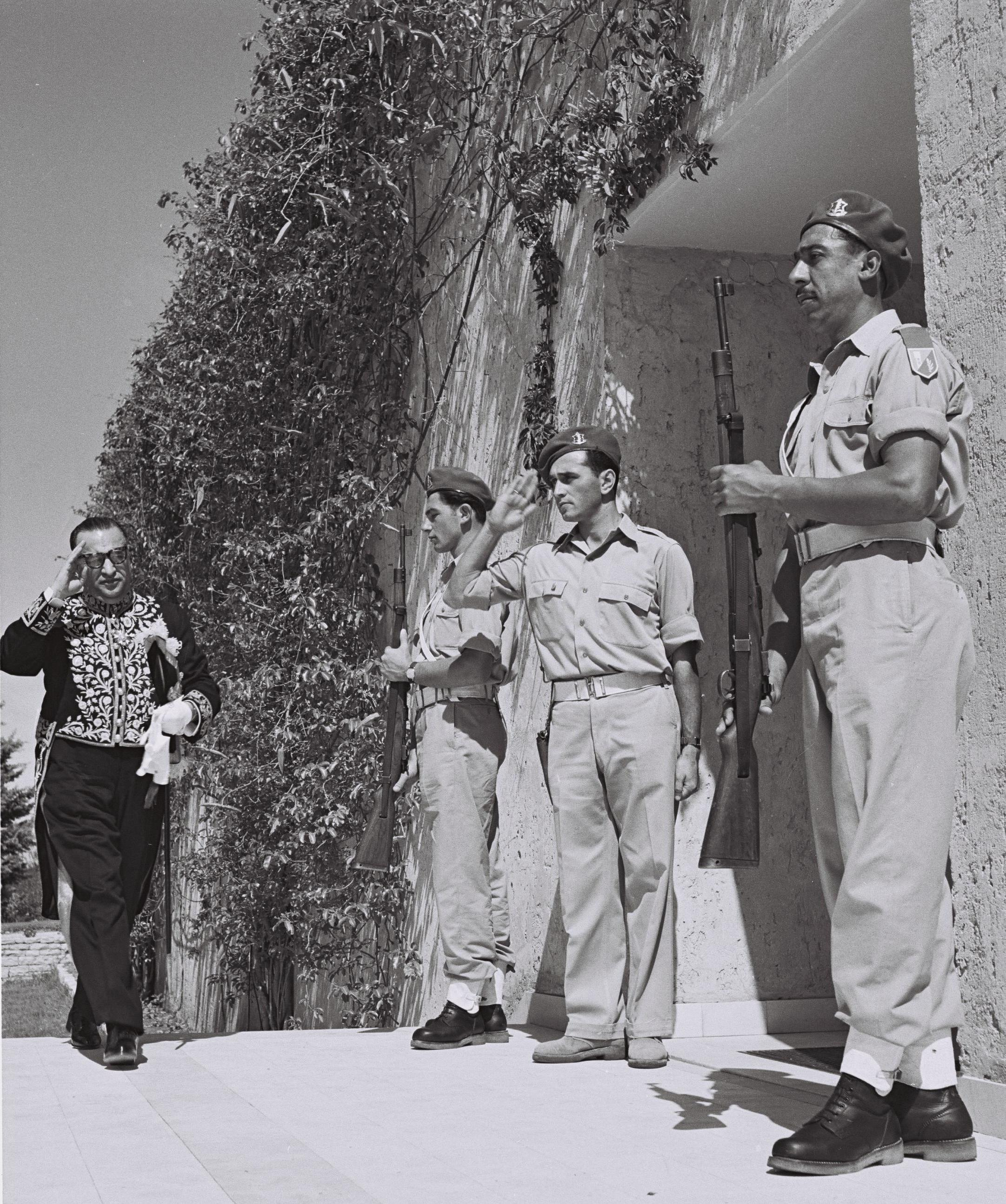
رضا صفی‌نیا در لباس تشریفاتی دربار ایران، حین ورود به خانهٔ شخصی حییم وایزمن، اولین رئیس‌جمهور اسرائیل جهت عرض تبریک به مناسبت سال‌روز استقلال اسرائیل ۱۹۵۰ م.
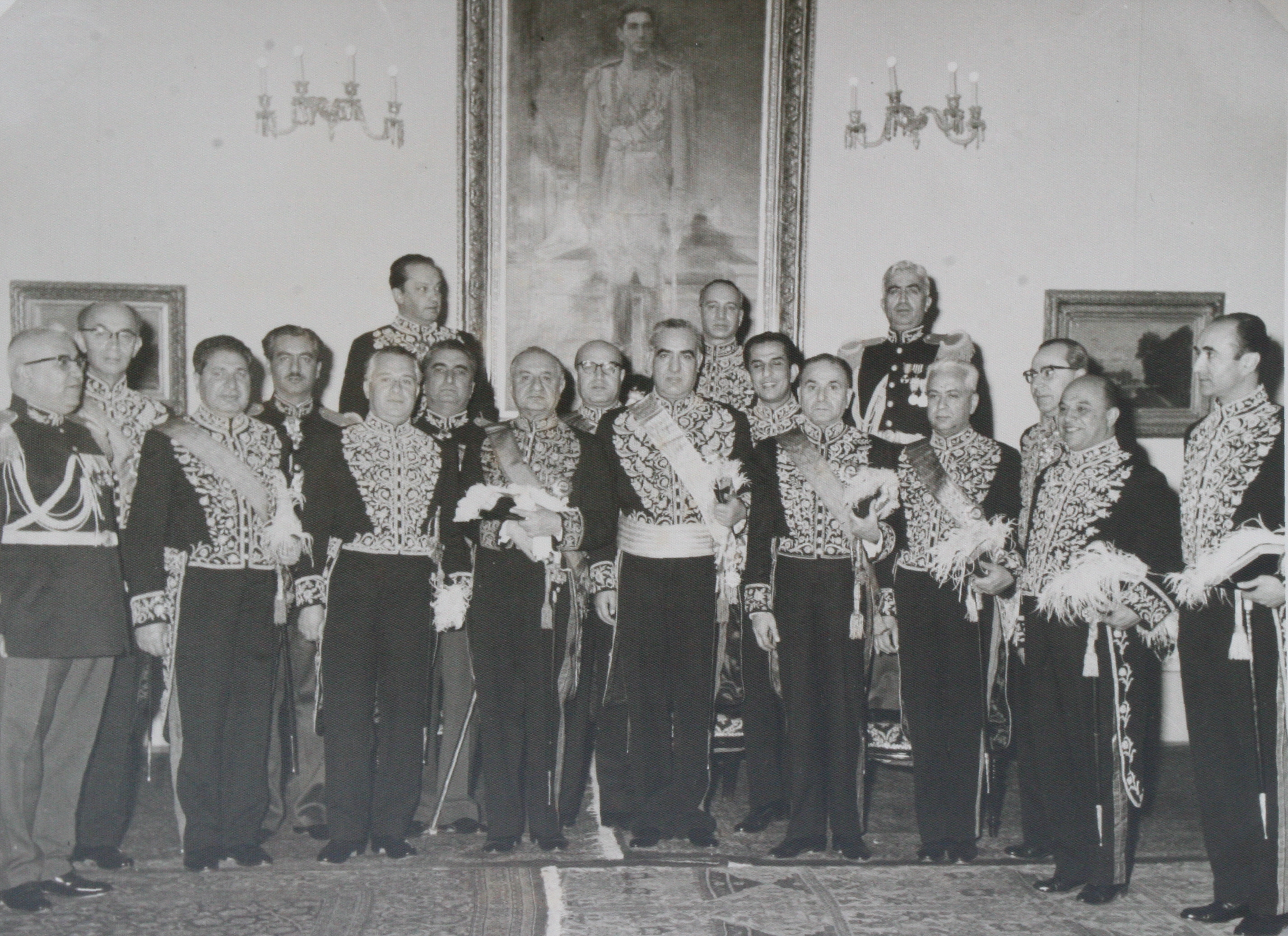
اعضای کابینهٔ دکتر منوچهر اقبال در لباس رسمی جهت شرف‌یابی به حضور پادشاه